# Eisuke Nakanishi
Eisuke Nakanishi (japanisch 中西 永輔, Nakanishi Eisuke; * 23. Juni 1973 in Suzuka) ist ein ehemaliger japanischer Fußballspieler.

## Nationalmannschaft
1997 debütierte Nakanishi für die japanische Fußballnationalmannschaft. Mit der japanischen Nationalmannschaft qualifizierte er sich erfolgreich für die Fußball-WM 1998. Nakanishi bestritt 14 Länderspiele.

## Errungene Titel
- J. League: 2004